# Alliopsis flavipes
Alliopsis flavipes är en tvåvingeart som först beskrevs av Fan och Xiaolong Cui 1983.  Alliopsis flavipes ingår i släktet Alliopsis och familjen blomsterflugor. Inga underarter finns listade i Catalogue of Life.